# Zhejiangosaurus
Zhejiangosaurus („ještěr z provincie Če-ťiang“) byl rod obrněného nodosauridního dinosaura. Žil v období počínající svrchní křídy (stupeň cenoman) na území dnešní provincie Če-ťiang (východní Čína).

## Popis
Tento menší až středně velký rod nodosaurida dorůstal délky kolem 4 až 4,5 metru a hmotnosti asi 1400 kg.

## Objev a zařazení
Fosilie byly objeveny týmem čínských a japonských paleontologů a formálně popsány v roce 2007. Materiál však není dostatečně diagnostický a je proto považován za nomen dubium. Holotyp nese označení ZNHM M8718 a jde o částečně zachovalou kostru, která umožňuje přiřadit tento taxon k nodosauridním ankylosauridům (obrněným čtvernohým býložravcům).
Blízce příbuznými rody byly taxony Vectipelta a Dongyangopelta.